# Ghioroc (Arad)
Ghioroc (en hongrois : Gyorok) est une commune du județ d'Arad, Roumanie qui compte 3 790 habitants.
La commune est composée de 3 villages : Cuvin, Ghioroc et Miniș.

## Culture
D'après le recensement de 2011, la commune compte 3 790 habitants, en forte baisse par rapport au recensement de 2002 où elle en comptait 4 065.